# 칙칙이의 내일은 챔피언
《칙칙이의 내일은 챔피언》(Tomorrow's Champion)는 한국에서 제작된 전유성 감독의 1991년 가족, 코미디 영화이다. 심형래 등이 주연으로 출연하였고 박문식 등이 제작에 참여하였다.

## 출연

### 주연
- 심형래
- 장고웅

### 조연
- 최형만
- 주병진
- 엄용수
- 김학래
- 김미화
- 김의환
- 최양락
- 이경애
- 황인용
- 이계진
- 현진영
- 유인촌
- 길용우
- 김문찬
- 양종철
- 주용만
- 김승현
- 안성기

## 기타
- 원작자: 유성찬
- 제작부장: 김종석
- 촬영부: 이기태
- 조명: 최입춘
- 조명부: 송훈
- 스틸: 이태직
- 조연출: 홍금례
- 스크립터: 정란
- 녹음: 김경일
- 동시녹음: 김성찬
- 광고디자인: 한민정
- 효과: 양대호